# Saint-André-des-Arts (cinéma)
Pour les articles homonymes, voir Saint-André-des-Arts.
Le Saint-André-des-Arts est un cinéma indépendant d'Art et Essai situé dans le 6e arrondissement de Paris (France). Son entrée principale est située au no 30 rue Saint-André-des-Arts (salles 1 et 2) et l'autre, anciennement Studio Gît-le-Cœur, au no 12 rue Gît-le-Cœur (salle 3). Il promeut une politique de soutien aux films d'auteurs et particulièrement aux documentaires et aux films expérimentaux.

## Historique

### 1971: fondation du Saint-André-des-Arts
Ancien restaurateur, Roger Diamantis rachète à 37 ans un hôtel de la rue Saint-André-des-Arts à Paris et le transforme en deux salles de cinéma. Le 27 octobre 1971, le Saint-André-des-Arts ouvre ses portes avec la projection de La Salamandre, du réalisateur suisse Alain Tanner.
Au fil des années, Roger Diamantis défend le cinéma indépendant et présente les œuvres de jeunes réalisateurs encore inconnus : Ken Loach, Barbet Schroeder, Barbara Loden, Theo Angelopoulos, Nagisa Ōshima, Emir Kusturica...

### 1979: rachat du Studio Gît-le-Cœur
Ouvert en février 1967 par les époux Villeneuve avec la projection du film d'Éric Rohmer La Collectionneuse, le Studio Gît-le-Cœur, un cinéma indépendant d'Art et Essai situé dans la rue adjacente, est repris en 1979 par Diamantis qui l'exploite sous ce nom pendant quelque temps avant de le rebaptiser plus simplement « Saint-André-des-Arts 3 »
. Il s'agit de la troisième salle, et la plus grande, dirigée par le fondateur du Saint-André-des-Arts.

### 1980-2000: un cinéma dans la tourmente
L'irruption des grands circuits de distribution, tels UGC, Pathé et Gaumont, met en difficulté les petits cinémas indépendants, entraînant de nombreuses fermetures. Le Saint-André-des-Arts résiste, avec notamment l'aide de réalisateurs tels que Raymond Depardon et Alain Cavalier. Il accueille une nouvelle génération d'auteurs et d'autrices, notamment de documentaires, tels qu'Agnès Varda, Joris Ivens, Marceline Loridan, Nicolas Philibert... 

### 2010: l'après Roger Diamantis
Roger Diamantis meurt des suites d'une longue maladie le 15 juin 2010.

« Roger Diamantis animait, depuis 1971, avec passion et générosité, l'une des salles de cinéma les plus emblématiques du Quartier latin à Paris, le Saint-André-des-Arts. »

— Bertrand Delanoë, ancien maire de Paris.
Ayant pour eux l’avantage d’être propriétaires des lieux, sa femme Dobrila et son fils Éric reprennent le flambeau et dirigent le cinéma ainsi que la société de production cinématographique créée en 1996, Les Films Saint-André-des-Arts.
Après avoir restauré les lieux et modernisé les technologies — les salles sont maintenant équipées de la technologie numérique —, Dobrila Diamantis renouvelle la programmation dans un cinéma « dont la survie semble menacée » et lance le cycle Les Découvertes du Saint-André : « Les films que je choisis sont remplis d’imperfections et montrent la difficulté d’une création, mais j’ai envie de leur donner une chance. ».

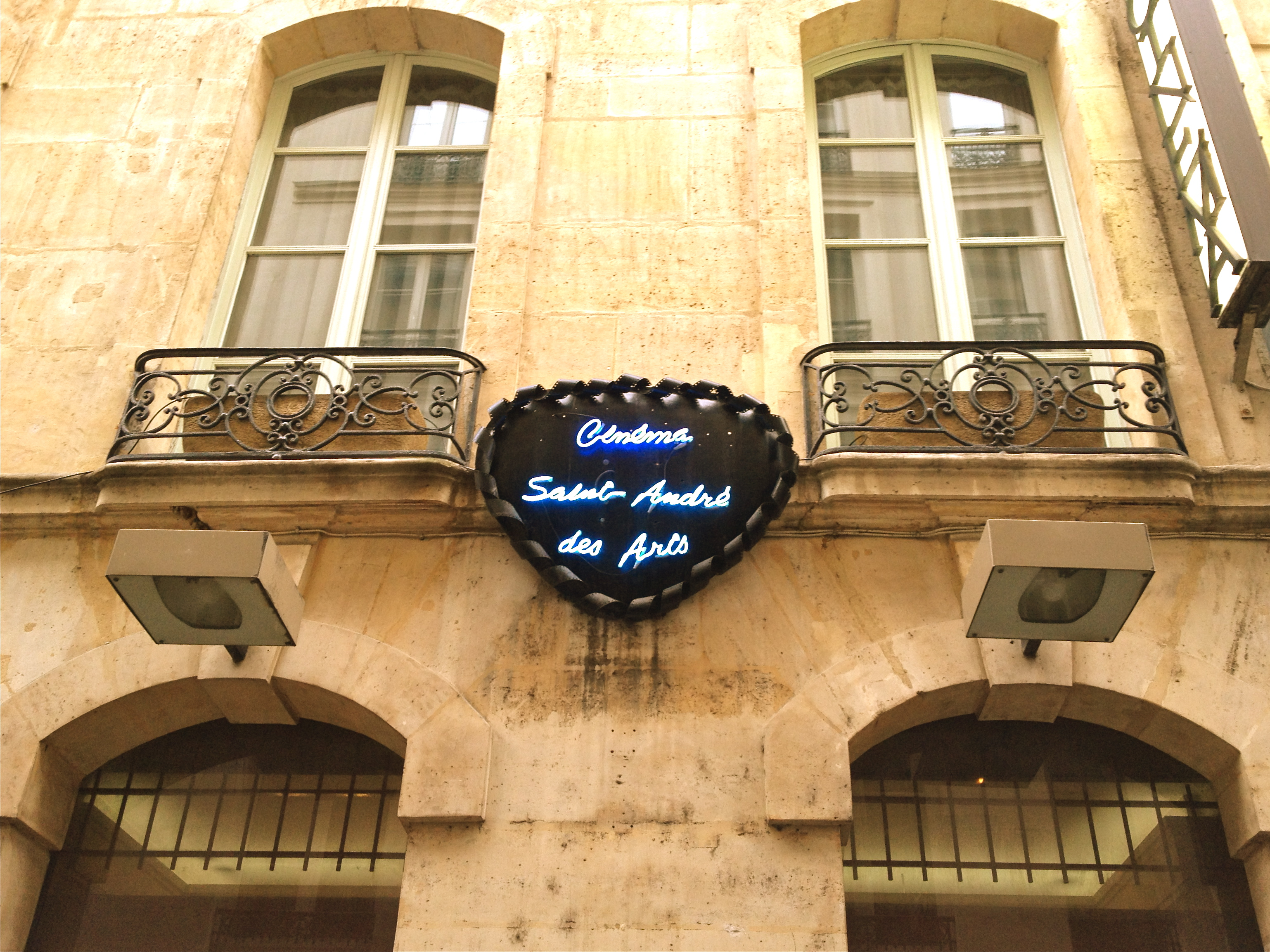
Façade de la salle rue Gît-le-Cœur.
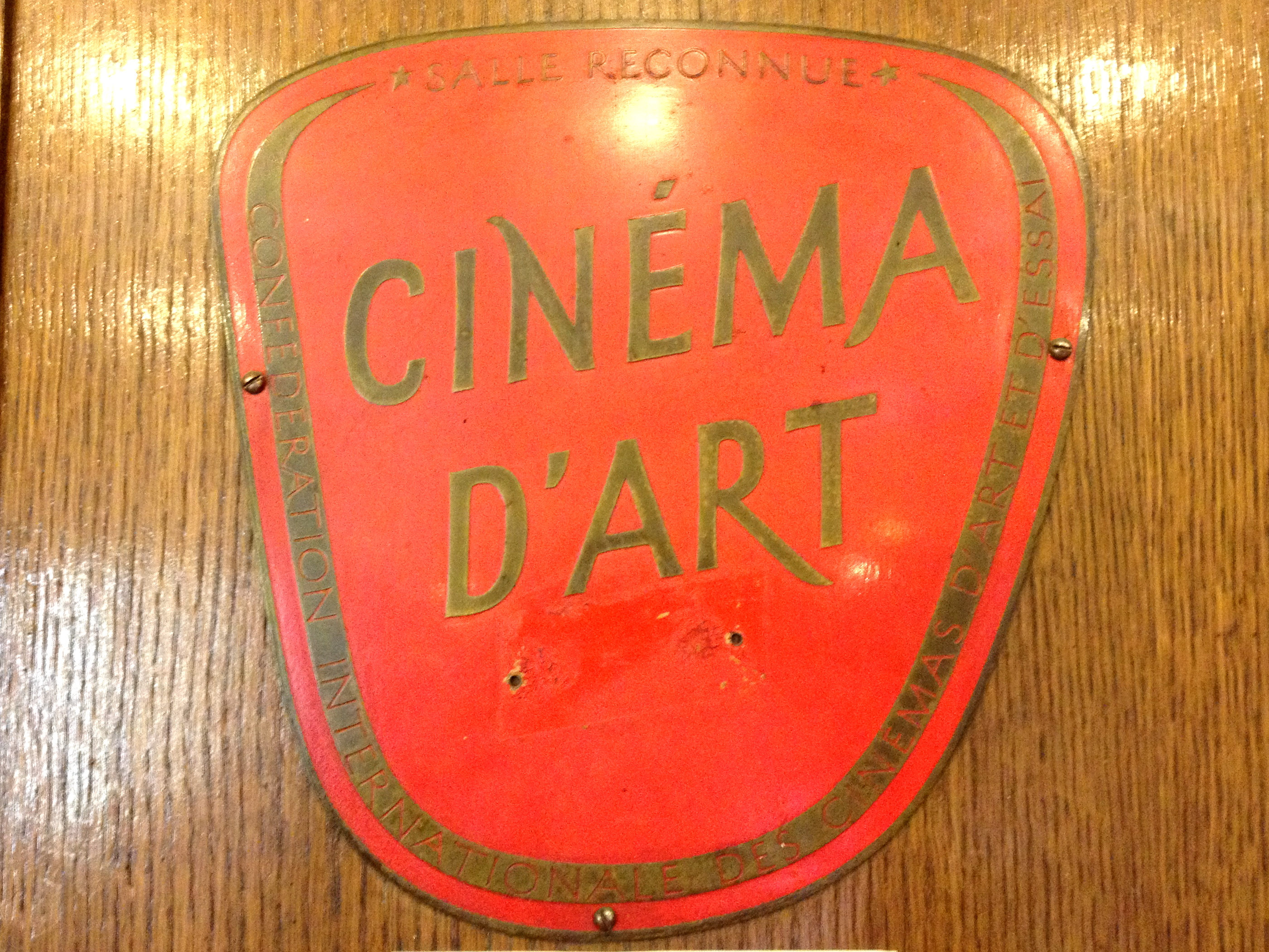
Label « Cinéma d'Art » de la CICAE sur la porte de la salle 3.

### 2021: reprise par Shellac et célébration des 50 ans du cinéma
En raison notamment de la pandémie de Covid-19 en France, Dobrila Diamantis et son fils Eric décident de s'associer à la société de distribution et d’édition cinématographique Shellac, basée à Marseille — et qui exploite déjà deux salles dans la cité phocéenne, La Baleine et le Gyptis — dans le cadre d’un contrat de location-gérance, tandis qu'ils restent propriétaires.
Pour les cinquante ans du cinéma, le livre Le Saint-André-des-Arts, désirs de cinéma depuis 1971,  sort avec une préface d'Alain Cavalier.